# 동북아산림포럼
동북아산림포럼은 지구촌의 산림네트워크를 강화하여, 환경적으로 안정되고 지속 가능한 산림생태계의 보전과 관리에 기여하기 위하여 1998년에 창립된 환경단체이다. 국제공조 및 민간주도의 국제협력사업을 도모할 목적으로 2000년 4월 27일 설립 허가된 대한민국 산림청 소관의 사단법인이다. 사무실은 서울특별시 영등포구 국회대로62길9 산림비전센터 401호에 있다.

## 주요 사업
- 지구촌 산림환경개선을 위한 네트워크 구축 및 조림